# Michele Godena
Michele Godena (ur. 30 czerwca 1967 w Valdobbiadene) – włoski szachista, arcymistrz od 1996 roku.

## Kariera szachowa
Od końca lat 80. XX wieku należy do ścisłej czołówki włoskich szachistów. Jest wielokrotnym medalistą indywidualnych mistrzostw kraju, w tym pięciokrotnie złotym (1992, 1993, 1995, 2005, 2006). W roku 2000 wystąpił w New Delhi w pucharowym turnieju o mistrzostwo świata, w I rundzie ulegając Viorelowi Iordachescu.
Odniósł wiele sukcesów w międzynarodowych turniejach, m.in.:
- dz. II m. w Lizbonie (1993, turniej strefowy, za Miguelem Illescasem Cordobą, z Juanam Mario Gómezem Estebanem),
- dz. I m. w Marosticy (1995),
- I m. w Asti (1995),
- dz. I m. w Bozen (1998, wraz z m.in. Giennadijem Timoszczenko),
- dz. I m. w Arco (1998, wraz z m.in. Siergiejem Tiwiakowem),
- dz. I m. w Padwie (1998, wraz z m.in. Igorem Chenkinem),
- dz. I m. w Bratto (2001, wraz z m.in. Władimirem Jepiszynem i Wadimem Miłowem),
- dz. I m. w Mediolanie (2003, wraz z Kimem Pilgaardem(inne języki)),
- I m. w Taorminie (2003),
- dz. II m. w Weronie (2004, za Étienne Bacrotem, wraz z Olegiem Korniejewem),
- dz. I m. w Puli (2004, wraz z m.in. Bojanem Kurajicą i Robertem Zelciciem),
- dz. I m. w Genui (2004, wraz z m.in. Eduardasem Rozentalisem i Igorem Miladinoviciem),
- dz. I m. w Weronie (2005, wraz z m.in. Jozsefem Horvathem),
- dz. I m. w Moskwie (2006, Aerofłot Open A2)
- dz. I m. w mistrzostwach Unii Europejskiej, rozegranych w 2007 r. w Arvier (w turnieju zwyciężył Nikola Sedlak, który miał wyższą punktację dodatkową, jednakże to włoski szachista zdobył tytuł mistrza Unii Europejskiej, gdyż Serbia nie była wówczas państwem członkowskim),
- dz. I m. w Lugano (2008, wspólnie z Namigiem Guliewem),
- I m. w Geniu (2008),
- II m. w Weronie (2009, za Sabino Brunello).

Wielokrotnie reprezentował Włochy w turniejach drużynowych, m.in.:
- trzynastokrotnie na olimpiadach szachowych (w latach 1988, 1990, 1992, 1994, 1996, 1998, 2000, 2002, 2004, 2006, 2008, 2010, 2012)[3],
- dziesięciokrotnie na drużynowych mistrzostwach Europy (w latach 1992, 1997, 1999, 2001, 2003, 2005, 2007, 2009, 2011, 2013)[4],
- jedenastokrotnie na turniejach o Puchar Mitropa (Mitropa Cup) (w latach 1982, 1983, 1995, 1998, 2007, 2008, 2009, 2010, 2011, 2012, 2013); wielokrotny medalista, w tym wspólnie z drużyną – złoty (2010) i trzykrotnie srebrny (2007, 2009, 2011)[5].

Najwyższy ranking z dotychczasowej karierze osiągnął 1 marca 2010 r., z wynikiem 2561 punktów zajmował wówczas 2. miejsce (za Fabiano Caruaną) wśród włoskich szachistów.